# آبشار پیسینگ مار
آبشار پیسینگ مار (به انگلیسی: Pissing Mare Falls) آبشاری است که در کشور کانادا واقع شده‌است و بلندترین ریزشگاه آن ۳۵۰ متر ارتفاع دارد. حوضهٔ آبریز این آبشار، دریاچه بروک غربی است.